# 猿後家
『猿後家』（さるごけ）は、古典落語の演目。もとは上方落語の演目である（ただし後述の通り、その発祥は江戸小咄とみられている）。
猿に顔が似ているために「さる」という言葉を禁句にしている女性に、機嫌をよくして金をせしめている男が取り入ろうとしてつい「さる」の入る言葉を口にして出入り禁止となり、その後始末に追われるという内容。
安永7年（1778年）の江戸小咄集『乗合舟』の「物忌」に、類似の小咄（「猿」を禁句にしている猿面の商家の主人に他家の番頭が正月の挨拶で「申の元日」と口にして激怒され「自分は木から落ちた猫である」と答える内容）があり、喜久亭寿暁の『滑稽集』には「さるだんな」の題名と「木から落ちた猫」のサゲ（落ち）が個別に掲載されている。武藤禎夫は、江戸でこれらの小咄を「延長した話」が高座で演じられていたと推測し、それを上方に移して『猿後家』という演目が成立したという見解を示している。

## あらすじ
※以下の内容は、東京に再度移入されたスタイルに基づく。
とある商家の後家（未亡人）さん、後姿はいいのだが、前に回ると猿に酷似していた。あんまり言われ続けてノイローゼになってしまい、今では店の奥に閉じこもる毎日を送っていた。そのため、この店では「サル」やそれを連想させる言葉はタブーとなっており、うっかり言うとその場でクビになってしまう。「どうなさる」「こうなさる」すら言えない。この前も、出入りの植木屋がうっかり「百日紅」（サルスベリ）と言ってしまい、出入り禁止を言い渡されて逆上し「木に登って柿でも食ってろ!!」と大喧嘩になってしまった。
おかみさんの機嫌は悪くなるばかり、番頭が頭を抱えていると、そこへ貸本屋の源さんがやってくる。この男、太鼓持ちなみの多弁家で、相手を持ち上げる達人であるので店の者に重宝されていた。さて、早速番頭の要請で奥の間に乗り込んで行った源さん、おかみさんの顔を見るなり親戚の京美人と間違え、素顔なのに「化粧をしたみたいに綺麗」と持ち上げたため、おかみさんは大喜び。早速ご馳走攻めにし、しばらく顔を見せなかった理由を問い始めた。この質問に、東京見物に来た親戚一同を案内していたと答える源さん。
「まずは皇居見物。次に日比谷へ出て新橋のてんぷら屋でご飯をご馳走し、泉岳寺へ入って靖国神社を見物、上野の西郷隆盛像の前でパチリと写真を1枚撮り、浅草の浅草寺を参拝した後に仲見世を通りました。雷門を抜けると何故か凄い人だかりで、掻き分けてみると昔懐かしの“猿まわし”…」
おかみさんは烈火のごとく怒り出し、源さんは出入り禁止を申し渡される。貸本屋を廃業し、ここのおかみさんに取り入ろうと狙っていた源さんにとって、この事態は正に死活問題。番頭に助けを求めると、貸本屋時代の知識を元に、「古今東西の美人を並べておだてる」という策を授けられた。喜ぶ源さんに番頭が釘を刺す。
「お前の前にな、仕立屋の太兵衛って奴が出入りをしてたんだよ。コイツがな、子供に踊りを習わせているという話でうっかり『靱猿』（うつぼざる）と言ってしまい出入り禁止となったんだ。俺はな、どうなるのかと見ていたんだが、太兵衛の奴、2か月後に物乞いの格好でやってきたんだ。『ここをしくじった事が町中に知れ、お客が来なくなって廃業することになりました。これも身から出た錆だと思い、四国巡礼の旅に出ようと思ったのですが、子供がたまたま見つけた錦絵が奥様そっくりだったのでつい訪ねて来てしまいました。ご本尊にしたいのでどうぞサインを……』と差し出してきたのが何と凄い美人の絵、すっかり機嫌を直した奥様は太兵衛を褒めたんだが、ここであの野郎、『猿知恵でして』と言ってまたたたき出されちまったんだよ。お前も気を付けな……」
この話を聞いて、余計やる気になった源さんは再び奥の間に突入。彼の顔を見たおかみさんは激怒したが、源さんは「何故怒られたのか分からない」ととぼけて見せた。
「分かるでしょ?さっき雷門の所で何を見たって言ったの!?」
「エー…、サ〜回しです」
「何？」
「皿回しです」
と、見事危機を脱した源さんは、番頭の入れ知恵どおりおかみさんを「小野小町か静御前、常盤御前に『今朝の御膳』（袈裟御前の間違い）」と讃えて何とか許してもらう。
「生涯出入りしていいから、その代わり私の気に入らないことは言わないで」と言うおかみさんに、源さんは「当然ですよ。ここをしくじったら、あたしぁ木から落ちたサ…（ここでおかみさんがジロッ!!）ウーン…猫同様になっちまいます。」

## バリエーション
時間の関係で、源さんが猿回しと言って失敗する部分で切ることが多い。
上方版では、奈良見物に行き、「猿沢の池」を見たと言って失敗、その後猿沢を「『寒そうな池』と言った」と誤魔化し、おかみさんを小野小町だ、照手姫だ、と言って持ち上げるが、最後で「ようヒヒ（楊貴妃）に似ている」と言ってまたしくじる形である。
未亡人ではなく旦那が猿に似ているという設定にする場合は『お猿旦那』（おさるだんな）の演題が使用される。宇井無愁はこの演題を東京（江戸落語）でのものとし、前田勇は上方から移植したものが『猿後家』で原話（前記の『乗合舟』の「物忌」）に従った形が『お猿旦那』だとしている。